# Chris Archer
Christopher Alan Archer (ur. 20 lipca 1988) – amerykański baseballista występujący na pozycji miotacza w Minnesota Twins.

## Przebieg kariery
W czerwcu 2006 został wybrany w piątej rundzie draftu przez Cleveland Indians i po występach w klubach farmerskich tego zespołu, w grudniu 2008 został oddany do organizacji Chicago Cubs. W styczniu 2011 w ramach wymiany zawodników przeszedł do Tampa Bay Rays, w którym zadebiutował 20 czerwca 2012 w meczu międzyligowym przeciwko Washington Nationals, notując porażkę. 19 września 2012 w spotkaniu z Boston Red Sox zaliczył pierwsze zwycięstwo w MLB.
W lipcu 2013 został wybrany najlepszym debiutantem i najlepszym miotaczem miesiąca w American League. W głosowaniu do nagrody AL Rookie of the Year Award zajął 3. miejsce. W kwietniu 2014 podpisał nowy, sześcioletni z opcją przedłużenia o dwa lata kontrakt wart 43,75 miliona dolarów. W lipcu 2015 został po raz pierwszy w karierze powołany do AL All-Star Team.
31 lipca 2018 w ramach wymiany zawodników przeszedł do Pittsburgh Pirates. W lutym 2021 wrócił do Tampa Bay Rays. Od 28 marca 2022 reprezentuje zespół Minnesota Twins.

## Nagrody i wyróżnienia
| Nagroda/wyróżnienie | Lata       | Źródło      |
| 2× All-Star         | 2015, 2017 | [ 1 ] [ 7 ] |